# The Beginning of the End (álbum)
The Beginning of the End es el primer álbum de estudio japonés del grupo femenino surcoreano Dreamcatcher. Fue lanzado el 11 de septiembre de 2019 por Pony Canyon. El álbum contiene doce pistas, incluido el sencillo principal «Breaking Out». El álbum contiene además canciones lanzadas previamente en otros álbumes y álbumes sencillos, como «Piri», «What», «You and I», entre otras. 

## Antecedentes y lanzamiento
El 11 de julio de 2019, a través de las redes sociales oficiales del grupo se anunció de manera oficial el próximo lanzamiento del primer álbum de estudio en japonés de la banda, titulado The Beginning of the End, cuya fecha de estreno sería el 11 de septiembre de 2019.
El 8 de agosto fue lanzado un vídeo en vivo de la presentación de la canción «I Miss You» en japonés, perteneciente a la gira realizada por Dreamcatcher en Asia en mayo. Este vídeo fue grabado además para su primer DVD de edición limitada. El 20 de agosto, se revelaron las especificaciones, las imágenes de portada y el contenido de las tres versiones de álbumes que se lanzarían. Al día siguiente, el 21 de agosto, se lanzó una parte del vídeo en vivo de la presentación de la gira asiática en Tokio, como promoción de su DVD versión B de edición limitada, y luego, el 22 de agosto, la versión digital de «You and I» en su versión en japonés.
Tras este lanzamiento, la cuenta oficial de YouTube de Dreamcatcher anunció los planes para lanzar su primer álbum de larga duración en japonés el 11 de septiembre. Posteriormente, y hasta el 12 de septiembre, comenzó la venta de entradas para su showcase de regreso.
El álbum viene a dar cierre a la era denominada "Nightmare" ("Pesadilla") iniciada el año 2017 con su primer álbum sencillo Nightmare.

## Composición y letras
El álbum está compuesto por cuatro canciones originales, «Intro», «Breaking Out», «My Way» y «Outro»; tres canciones que fueron incluidas previamente en el álbum sencillo japonés What («Chase Me», «What» y «I Miss You»); tres canciones que fueron incluidas previamente en el álbum sencillo japonés Piri («Good Night», «Wonderland» y «Piri»); y dos canciones en coreano de álbumes anteriores que fueron versionadas por primera vez en japonés: «And There Was No One Left» del miniálbum The End of Nightmare (2019) y «You and I» del EP Escape the Era (2018).
Las traducciones al japonés estuvieron a cargo de Okano Riho, Kanako Kato y Yui Mugino, mientras que las composiciones estuvieron a cargo de los productores recurrentes del grupo, LEEZ y Ollounder.

## Lista de canciones
| CD    |                                                |                                                   |                                 |                                       |          |  |
| N.º   | Título                                         | Letras                                            | Música                          | Arreglos                              | Duración |  |
| 1.    | «Intro»                                        |                                                   | LEEZ, Ollounder                 | LEEZ, Ollounder                       | 1:27     |  |
| 2.    | «Breaking Out»                                 | Okano Riho                                        | LEEZ, Ollounder, Chairmann      | LEEZ, Ollounder, Chairmann            | 3:19     |  |
| 3.    | «My Way»                                       | Okano Riho                                        | Keisuke Kurose                  | Elapse, Shin Jae-hyeok, John Napoleon | 3:24     |  |
| 4.    | «Chase Me» (japanese version)                  | Boeun Kim, Super Bomb, Okano Riho                 | Super Bomb                      | Super Bomb                            | 3:11     |  |
| 5.    | «Good Night» (japanese version)                | Boeun Kim, Super Bomb, Okano Riho                 | Super Bomb                      | Super Bomb                            | 2:57     |  |
| 6.    | «Wonderland» (japanese version)                | LEEZ, Ollounder, Kanako Kato                      | LEEZ, Ollounder                 | LEEZ, Ollounder                       | 3:13     |  |
| 7.    | «Piri» (japanese version)                      | Ollounder, LEEZ, Okano Riho                       | LEEZ, Ollounder                 | LEEZ, Ollounder                       | 3:28     |  |
| 8.    | «What» (japanese version)                      | Wither Best, Tasco, Kim Hee-won, Dami, Okano Riho | Kim Hee-won, Tasco, Wither Best | Kim Hee-won, Tasco, Wither Best       | 3:27     |  |
| 9.    | «I Miss You»                                   | LEEZ, Ollounder, Okano Riho                       | LEEZ, Ollounder                 | LEEZ, Ollounder                       | 3:08     |  |
| 10.   | «And There Was No One Left» (japanese version) | LEEZ, Ollounder, Yui Mugino                       | LEEZ, Ollounder                 | LEEZ, Ollounder                       | 2:54     |  |
| 11.   | «You and I» (japanese version)                 | LEEZ, Ollounder, Okano Riho                       | LEEZ, Ollounder                 | LEEZ, Ollounder                       | 3:16     |  |
| 12.   | «Outro»                                        |                                                   | LEEZ, Ollounder                 | LEEZ, Ollounder                       | 1:44     |  |
| 35:28 |                                                |                                                   |                                 |                                       |          |  |

| DVD: Edición Limitada A |                                                  |          |  |
| N.º                     | Título                                           | Duración |  |
| 1.                      | «Breaking Out» (music video)                     |          |  |
| 2.                      | «Breaking Out» (making video)                    |          |  |
| 3.                      | «Piri ~笛を吹け~ -Japanese ver.-» (music video)  |          |  |
| 4.                      | «Piri ~笛を吹け~ -Japanese ver.-» (making video) |          |  |

| DVD: Edición Limitada B (Asia Tour "INVITATION FROM THE NIGHTMARE CITY in JAPAN") |                                      |          |  |
| N.º                                                                               | Título                               | Duración |  |
| 1.                                                                                | «What» (japanese version)            |          |  |
| 2.                                                                                | «Chase Me» (japanese version)        |          |  |
| 3.                                                                                | «Wonderland» (japanese version)      |          |  |
| 4.                                                                                | «Good Night» (japanese version)      |          |  |
| 5.                                                                                | «Daydream»                           |          |  |
| 6.                                                                                | «大丈夫!»                            |          |  |
| 7.                                                                                | «Piri ~笛を吹け~» (japanese version) |          |  |
| 8.                                                                                | «Trap»                               |          |  |
| 9.                                                                                | «You and I» (japanese version)       |          |  |
| 10.                                                                               | «And There Was No One Left»          |          |  |
| 11.                                                                               | «I Miss You» (japanese version)      |          |  |
| 12.                                                                               | «Full Moon»                          |          |  |
| 13.                                                                               | «Over the Sky»                       |          |  |
| 14.                                                                               | «Wake Up»                            |          |  |

## Posicionamiento en listas
| Lista (2019)          | Mejor posición |
| --------------------- | -------------- |
| Japón (Albums Oricon) | 7              |

## Historial de lanzamiento
| País          | Fecha                    | Formato                             | Sello       |
| ------------- | ------------------------ | ----------------------------------- | ----------- |
| Corea del Sur | 10 de septiembre de 2019 | Descarga digital, streaming         | Pony Canyon |
| Japón         | 11 de septiembre de 2019 | CD, DVD descarga digital, streaming | Pony Canyon |